# Раковка (приток Комаровки)
Рако́вка — река в Уссурийском городском округе и в Михайловском районе Приморского края России.
Исток находится на северо-западных отрогах гор Пржевальского, на территории Уссурийского заповедника. В верховьях река имеет горный характер, но после села Раковка приобретает равнинный тип. Течёт в северо-западном направлении, у города Уссурийск поворачивает на юго-запад, сливается с рекой Комаровка (координаты устья 43°46′50″ с. ш. 131°57′57″ в. д.) примерно в 200 м выше автодорожного моста в Уссурийске (перекрёсток ул. Краснознамённая и Агеева → пос. Сахзавода, координаты моста 43°46′47″ с. ш. 131°57′38″ в. д.). Примерно в 2 км от слияния двух рек ниже по течению находится река Раздольная. Устье — на левом берегу Раздольной, примерно в 1 км ниже моста у села Утёсное, координаты устья 43°45′40″ с. ш. 131°58′06″ в. д..
В литературе встречаются противоречивые данные, какая именно река впадает в Раздольную — Комаровка или Раковка. По одним географическим картам, Раковка впадает в Комаровку в Уссурийске, немного выше автомобильного моста, соединяющего ул. Краснознамённая и Владивостокское шоссе, перед мостом установлены дорожные знаки «Река Комаровка», соответственно в Раздольную впадает Комаровка.
По другим картам, например, карта Уссурийска, составлена в 2013 году ОАО «Приморский информационно-аналитический центр», отпечатана во Владивостоке ОАО «ИПК Дальпресс», тираж 3000 экз., заказ № 2028, река Комаровка впадает в Раковку (у того же моста), а Раковка в Раздольную.
На большинстве географических карт короткий участок протяжённостью около 2 км после слияния двух рек обычно никак не обозначен. Долина вблизи реки Раздольная заболочена, заросла кустарником, используется местными жителями для выпаса крупного рогатого скота.
Длина реки — 76 км, площадь водосборного бассейна — 812 км², общее падение реки 465 м. Ширина её от 6 до 20 м (в паводки — до 60 м), глубина — от 0,4 до 0,7 м. В верховьях, у слияния рек Раковка и Лихачёвка, находится Раковское водохранилище, площадью 5 км², объёмом 41 млн м³, которое является основным источником централизованного водоснабжения Уссурийска.
Основные притоки: река Лихачёвка (длина 20 км), река Михайловка (длина 19 км), река Репьёвка (длина 33 км).
В летнее время часты паводки, вызываемые в основном интенсивными продолжительными дождями.
Населённые пункты на реке, сверху вниз: с. Раковка (УГО), с. Песчаное (Михайловский район), пос. Тимирязевский (УГО), станция Лимичёвка (УГО), город Уссурийск.
В городской черте река Раковка сильно загрязнена.
В Уссурийске через Раковку построены три автодорожных моста (ул. Комсомольская, ул. Пушкина, ул. Чичерина). На ул. Тимирязева (вблизи перекрёстка с ул. Краснознамённая, за мемориалом «Вечный огонь») через реку построен пешеходный мост в парк отдыха «Зелёный остров» (парк островом не является, стоит на левом берегу, по мосту может проезжать только обслуживающий транспорт). До 1980-х гг. отдыхающие также ходили в парк по деревянному мосту «со ступеньками», примерно в 300 м ниже современного, сохранились (2013) остатки торчащих из воды опор.
Чтобы избежать подтопления домов частного сектора во время наводнений, в черте Уссурийска по берегам реки построены дамбы. В 2000-е гг. русло между мостами по ул. Пушкина и Чичерина очищено от кустарниковых зарослей, расширено, берега укреплены.

## Галерея

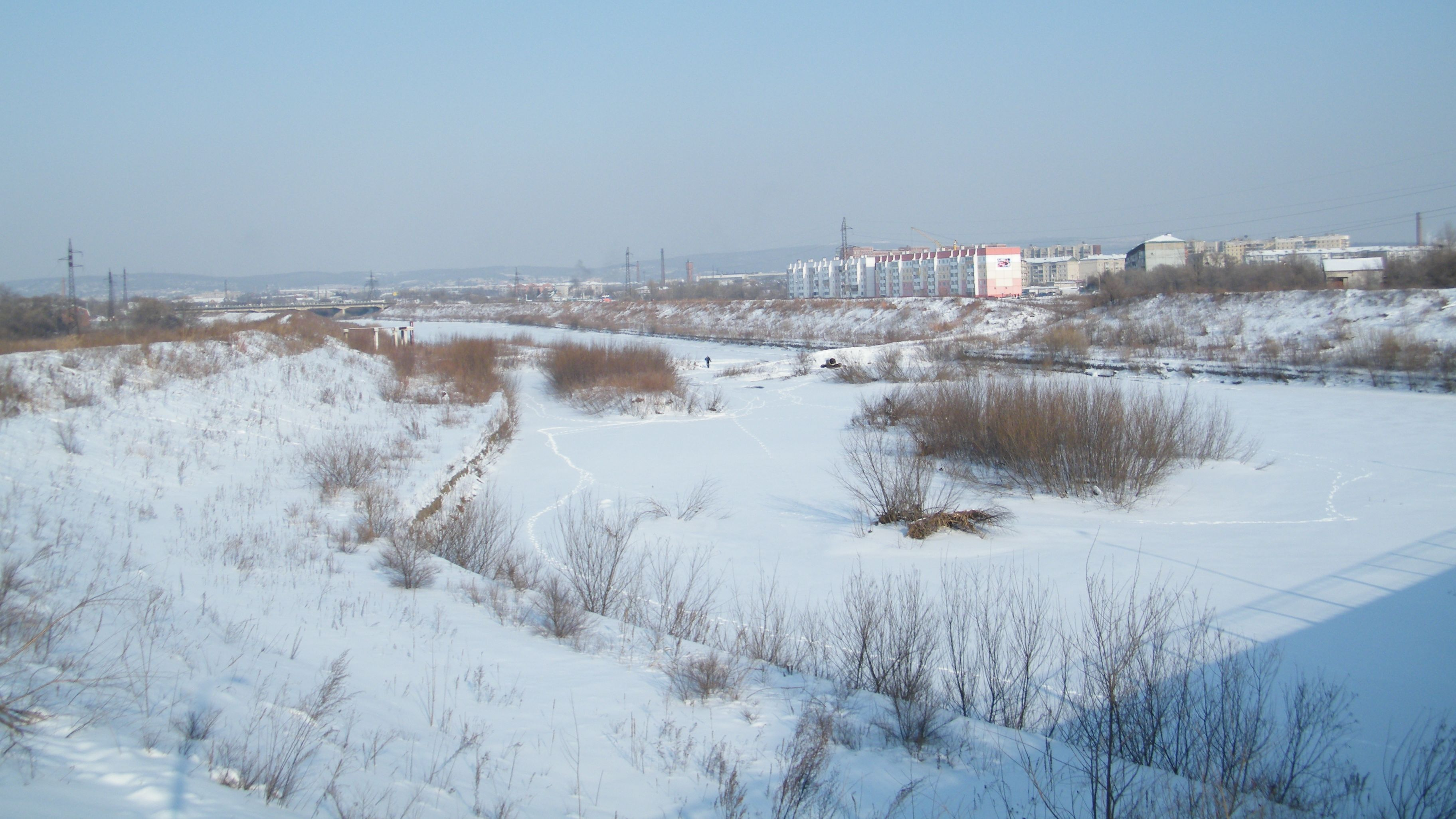
Раковка зимой, вид с моста возле рынка (ул. Чичерина).
Уссурийск, мост в парк «Зеленый остров»
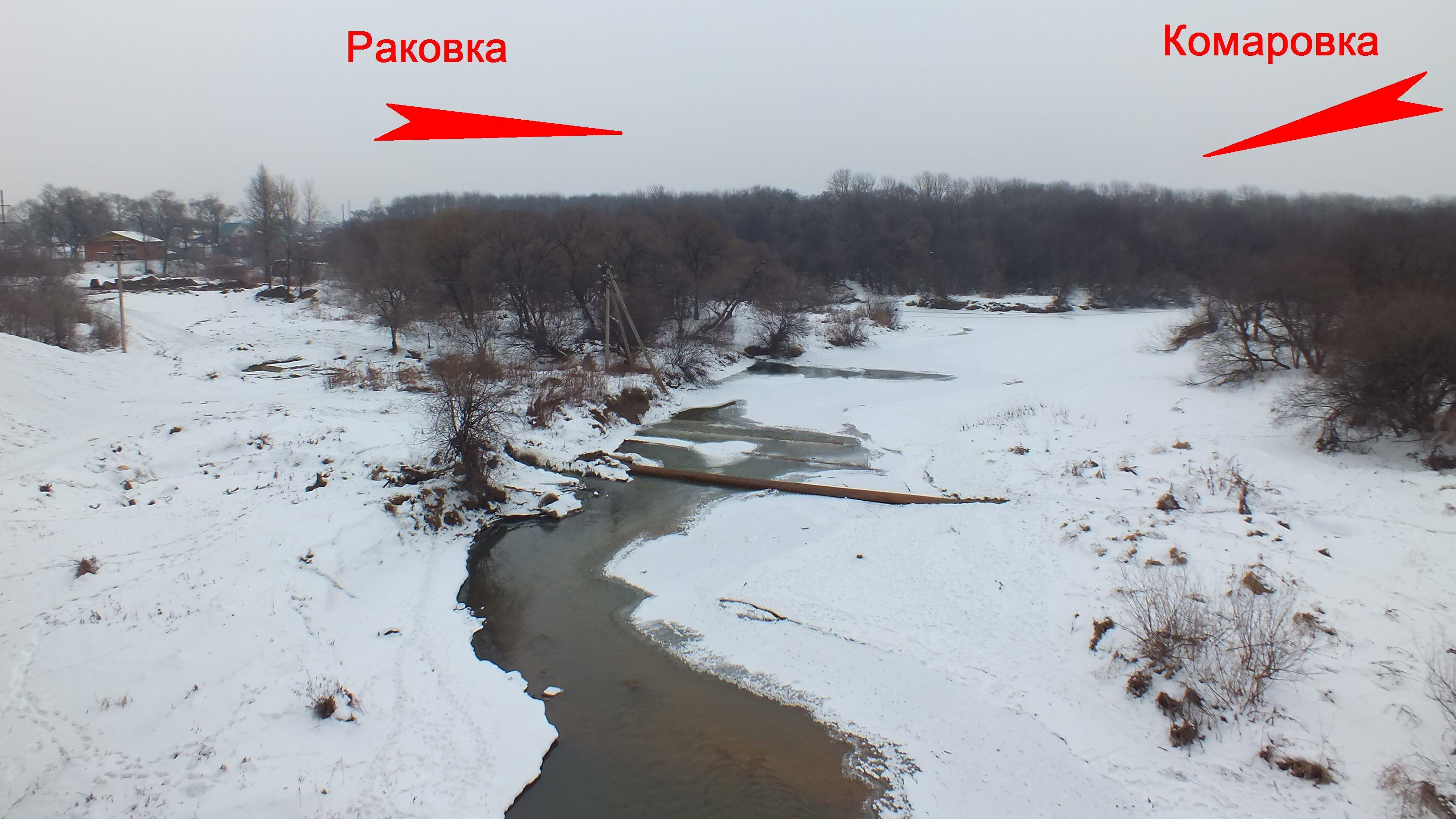
Место впадения Раковки в Комаровку, вид с моста вверх по течению. Зимой реки практически не замерзают из-за обилия стоков.
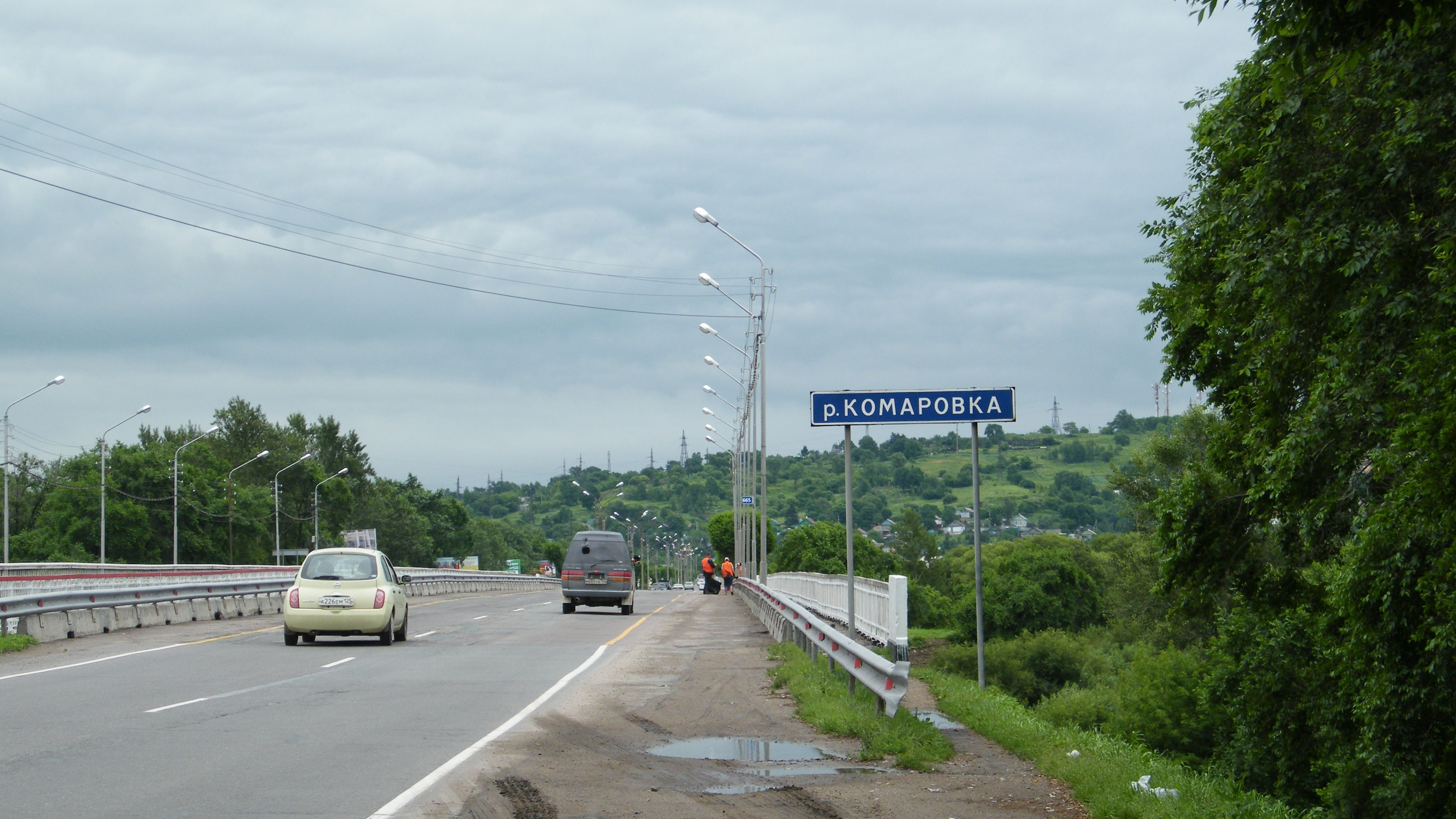
43°46′49″ с. ш. 131°57′35″ в. д.HGЯO Уссурийск, мост за перекрёстком ул. Краснознамённая и Агеева, примерно в 200 м ниже слияния Комаровки и Раковки, на дорожном знаке надпись «р. Комаровка». Впереди — пос. Сахзавода, Владивостокское шоссе, над посёлком возвышается Хенина сопка